# Arthur Lourie

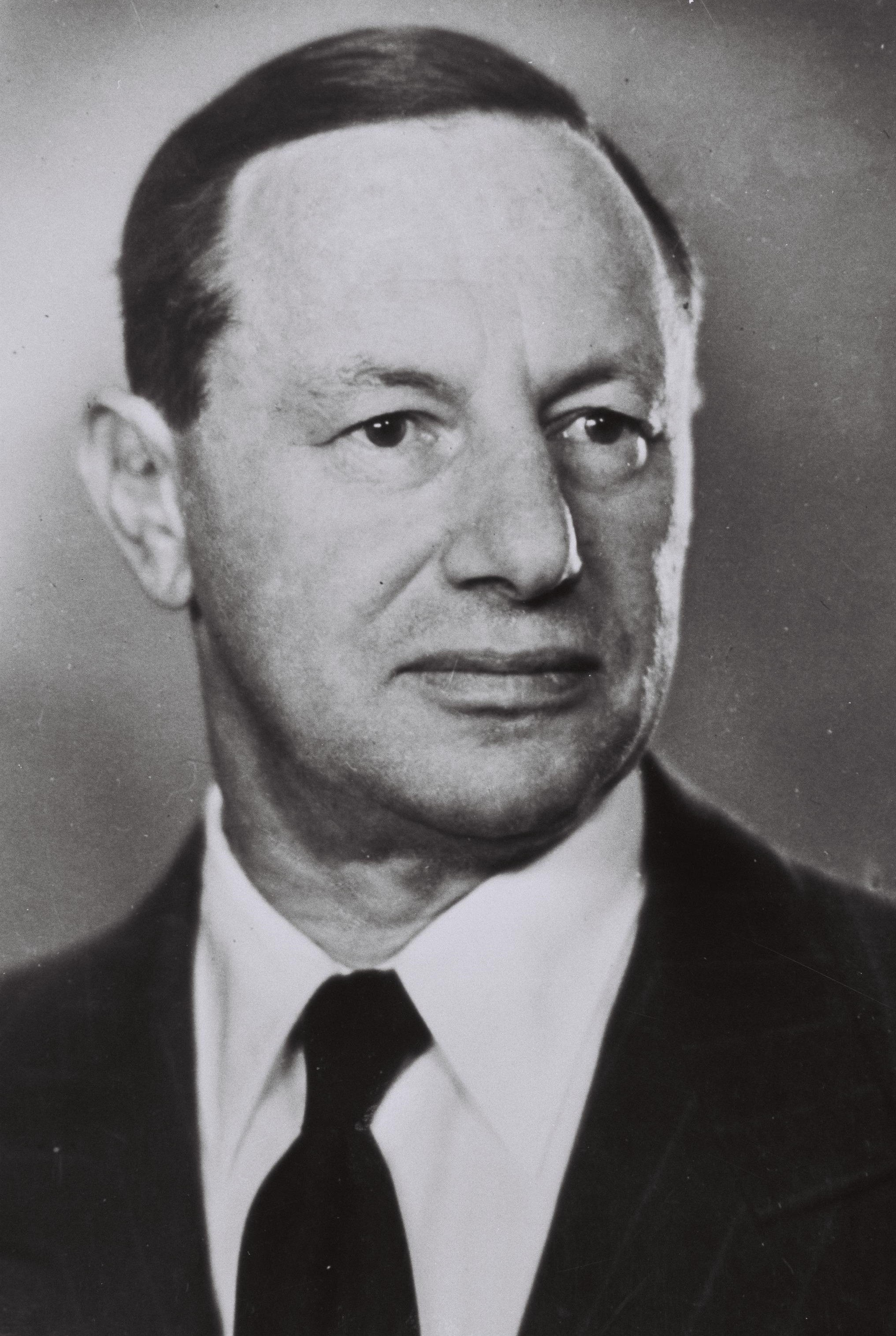
Arthur Lourie (1959)

Arthur Lourie (* 10. März 1903 in Johannesburg; † 1978) war ein israelischer Diplomat.

## Leben
Lourie studierte an der University of Cambridge sowie an der Harvard University. Danach war er von 1927 bis 1932 Lecturer für Roman Dutch Law an der Witwatersrand-Universität in Johannesburg.
Von 1933 bis 1948 war Lourie bei der Vertretung der Jewish Agency in London tätig. Während des Zweiten Weltkriegs hielt er sich jedoch meistens in den Vereinigten Staaten auf. So wurde er 1940 Direktor des American Zionist Emergency Council und gehörte 1945 der Delegation der Jewish Agency bei der UN-Konferenz in San Francisco an. Von 1946 bis 1948 war er Direktor des Jewish Agency U.N. Office. Danach wurde Lourie 1948 der erste israelische Generalkonsul in New York City sowie stellvertretender Ständiger Vertreter Israels bei den Vereinten Nationen. Beide Posten bekleidete er bis 1952. Von 1957 bis 1959 fungierte Lourie als israelischer Botschafter in Kanada. Danach war er von 1960 bis 1965 Botschafter im Vereinigten Königreich.
Lourie war verheiratet und hatte zwei Kinder, einen Sohn und eine Tochter.